# كاسبي (شيدا كارتلي)
كاسبي (بالجورجية: კასპი) هي بلدة تقع في وسط جورجيا على نهر كورا وهي مركز منطقة كاسبي، إحدى المناطق الأربع في منطقة شيدا كارتلي.
خلال حرب أوسيتيا الجنوبية، تضرر مصنع الإسمنت وجسر السكك الحديدية في المدينة بشدة من الغارات الروسية.